# 加爾默羅修道院 (別爾季切夫)
加爾默羅修道院（烏克蘭語：Монастир кармелітів босих）是位於烏克蘭日托米爾州别尔季切夫的一家修道院，建於1634年至1642年及1739年至1754年期間。該修道院內有一個圣母玛利亚的圣像，不過是1990年代製成的复制品，原件已於1941年失蹤。